# 파주 월롱산성지
파주 월롱산성지(坡州 月籠山城址)는 대한민국 경기도 파주시 월롱면에 있는 산성 터이다. 2004년 5월 17일 경기도의 기념물 제196호로 지정되었다.

## 개요
탄현면 금승리와 월롱면 덕은리, 그리고 금촌 야동동에 걸쳐 우뚝 솟아 있는 해발 246미터의 월롱산은 예로부터 신산으로 알려져 있다. 월롱산 내령은 크게 두 개의 봉우리로 나누어져 있는데 월롱면 덕은리와 야동동 쪽을 ‘파주 월롱산’ 이라 하고 탄현면 금승리 쪽을 ‘교하 월롱산’이라 부르기도 한다. 월롱산 서쪽에 월롱산과 해발높이가 비슷한 기간봉이 있으며 이곳에는 측량에 이용된 기가 꽂혀 있어 깃대봉으로 부르기도 한다. 월롱산 정상에 오르면 사방으로 파주 일대를 모두 조망할 수 있어 월롱산은 천연 요새와 같은 곳이다. 그 동안 문헌적으로 월롱산성이 존재하고 있음은 보고되었으나 구체적인 산성의 규모와 실체에 대한 조사가 없었다. 그러나 경기도박물관의 정밀 학술조사에서 월롱산성이 임진강과 한강 하구 지역을 통제하던 초기 백제의 주성 역할을 담당했던 성으로 밝혀졌다. 월롱산성은 동서남북이 벽으로 구성되어 있다. 성의 외벽은 거의 20미터 이상이 절벽인 자연지형을 이용하였고, 현재 내벽의 대부분은 정연한 석축형태를 보이지 않고 일부 석재만이 노출되어 있다. 문지는 동문지, 서남문지, 서북문지, 북문지가 확인되며 동문지와 북문지를 제외한 서남문지와 서북문지는 자연암반을 계단 모양으로 깎아 내면을 조성한 것으로 확인되었다.

## 지정 사유
2003년 경기도박물관의 정밀지표 조사 결과 성내 출토유물이 대부분 백제유물로 확인되어 화성 길성리토성, 포천 고모리산성 등과 같이 한성백제시대 중요한 성으로 규석체취, 군사 및 체육시설 등으로 인하여 훼손이 심하여 보호가 시급하다.

## 현지 안내문
월롱산성은 삼국시대 백제가 한강유역을 중심으로 국가를 건국한 4세기 전반경에 임진강과 한강의 하구 지역을 통제한 초기 백제의 주성이다.
월롱산성이 위치한 곳은 북쪽으로는 임진강과 내륙지역, 서쪽으로는 임진강과 한강이 합류하여 서해로 흘러들어가는 요충지로 성의 외벽은 수직의 절벽을 이루고 있으며 성의 내부는 평지성처럼 가용면적이 매우 넓어 천의 요새라 할 수 있다.
월롱산성의 지표조사 결과 3세기에서 4세기 중반의 회청색격자문토기가 주류를 이루고 있어 역사적으로 백제의 전성기인 근초고왕때 이 산성이 주로 이용된 것으로 추정되고 있다.
산성의 형태는 월롱산 정상부의 내성과 동쪽으로 뻗은 능선을 따라 가위 모양으로 둘러진 외성으로 구성되고 있는 전형적인 테뫼식 산성으로 성곽의 길이는 1,315m, 면적은 33,232m²에 달한다.
월롱산성은 삼국시대 한강유역을 중심으로 영토분쟁을 벌였던 시기에 한성 백제의 전략적 기능과 문화상을 살펴 볼 수 있는 매우 중요한 유적으로 평가되고 있다.

## 참고 자료
- 파주월롱산성지 - 국가유산청 국가유산포털